# Севінешть (комуна)
Севінешть, Севінешті (рум. Săvinești) — комуна у повіті Нямц в Румунії. До складу комуни входять такі села (дані про населення за 2002 рік):
- Думбрава-Дял (414 осіб)
- Севінешть (5629 осіб)

Комуна розташована на відстані 270 км на північ від Бухареста, 10 км на південний схід від П'ятра-Нямца, 91 км на захід від Ясс, 148 км на північний схід від Брашова.

## Населення
За даними перепису населення 2002 року у комуні проживали 6043 особи.
Національний склад населення комуни:
| Національність | Кількість осіб | Відсоток |
| -------------- | -------------- | -------- |
| румуни         | 5879           | 97,3%    |
| цигани         | 160            | 2,6%     |
| угорці         | 2              | < 0,1%   |
| татари         | 1              | < 0,1%   |
| поляки         | 1              | < 0,1%   |

Рідною мовою назвали:
| Мова      | Кількість осіб | Відсоток |
| --------- | -------------- | -------- |
| румунська | 5893           | 97,5%    |
| циганська | 146            | 2,4%     |
| угорська  | 2              | < 0,1%   |
| російська | 1              | < 0,1%   |
| польська  | 1              | < 0,1%   |

Склад населення комуни за віросповіданням:
| Релігія        | Кількість осіб | Відсоток |
| -------------- | -------------- | -------- |
| православні    | 5911           | 97,8%    |
| римо-католики  | 19             | 0,3%     |
| старообрядці   | 17             | 0,3%     |
| баптисти       | 14             | 0,2%     |
| адвентисти     | 3              | < 0,1%   |
| лютерани       | 2              | < 0,1%   |
| реформати      | 1              | < 0,1%   |
| греко-католики | 1              | < 0,1%   |
| мусульмани     | 1              | < 0,1%   |
| бретрени       | 1              | < 0,1%   |